# Lanz Bulldog D 9506
Der Lanz Bulldog D 9506 ist ein Ackerschlepper der Baureihe HR 8, den die Heinrich Lanz AG aus Mannheim von 1934 bis 1955 mit einer Unterbrechung im Jahr 1945 insgesamt 3817-mal baute. Verkauft wurde er als Ackerluft. In Polen wurde der Lanz D 9506 als Ursus C-45 von 1947 bis 1959 ohne Lizenz nachgebaut.

## Technik
Der D 9506 ist ein rahmenloser Ackerschlepper in Blockbauweise mit ungefederter hinterer Starrachse und vorderer Pendelachse (starr), die sowohl gefedert als auch ungefedert eingebaut werden konnte. Der Bulldog hat Luftreifen und Hinterradantrieb; eine Differenzialsperre gibt es nicht. Das Getriebe stellte Lanz selbst her: es hat drei Vorwärtsgänge, einen Rückwärtsgang und ein Zweigang-Vorgelege. So ergeben sich insgesamt sechs Vorwärts- und zwei Rückwärtsgänge. Die Geschwindigkeit reicht von 3,3 km/h im ersten Gang bis zu 16,7 km/h im sechsten Gang. Die Fußbremse wirkt nur auf die Hinterräder, die Handbremse wirkt direkt auf das Getriebe. Der Motor ist wie bei den Vorgängermodellen ein für Lanz typischer 10,3 Liter-Glühkopfmotor mit Thermosiphonkühlung. Im Vergleich zur Baureihe HR 6 und 7 hat der Motor einen Alldrehzahlregler, die Nenndrehzahl wurde von 540 auf 630 Umdrehungen pro Minute erhöht. Da der Motor ein Vielstoffmotor ist, können zum Betrieb verschiedene Leichtöle verwendet werden. Der D 9506 hat eine elektrische Anlage. Sofern ein Pendelanlasser vorhanden ist, hat der Bleiakkumulator eine Kapazität von 94 Ah; ohne Anlasser sind es 75 Ah.  Lanz lieferte ab Werk auf Kundenwunsch Sonderaufbauten wie Kotflügel vorn oder ein Fahrerhaus mit Verdeck.

### Technische Daten
|                                                 | D 9506 |
| ----------------------------------------------- | --- |
| Bauzeit                                         | 1934–1944 1945–1955                                                                                         |
| Motor                                           | Glühkopfmotor                                                                                               |
| Motorbauart                                     | Liegender Einzylinder-Zweitakt-Vielstoffmotor mit Zündsack, ohne Vergaser oder Ventile, Thermosiphonkühlung |
| Treibstoff                                      | Gasöl, Dieselkraftstoff, Paraffinöl, Pflanzenöl                                                             |
| Treibstoffeinspritzdruck und Einspritzzeitpunkt | 80 atü, Kurbelwinkel 135° vor oberem Totpunkt                                                               |
| Bohrung × Hub, Hubraum                          | 225 mm × 260 mm, 10.338 cm³                                                                                 |
| Verdichtung                                     | 5:1 |
| Nennleistung bei 630 min−1                      | 38 DIN-PS (28 kW)                                                                                           |
| Höchstleistung für eine Stunde bei 630 min−1    | 45 DIN-PS (33 kW)                                                                                           |
| Drehmoment bei 630 min−1                        | 51 kpm (500 Nm)                                                                                             |
| Getriebe, serienmäßig                           | 6 Vorwärts- und 2 Rückwärtsgänge                                                                            |
| Antrieb, serienmäßig                            | Hinterradantrieb                                                                                            |
| Höchstgeschwindigkeit                           | 16,7 km/h                                                                                                   |
| Kraftstoffverbrauch, laut Hersteller            | 240 g/PSh (326 g/kWh)                                                                                       |
| Treibstoffkapazität                             | 90 Liter |
| Elektrische Anlage                              | Blei-Säure-Akkumulator, 12 Volt / 94 Ah                                                                     |